# زندگی (فیلم ۱۹۲۸)
«زندگی» (انگلیسی: Life (1928 film)) فیلمی در ژانر درام است که در سال ۱۹۲۸ منتشر شد. از بازیگران آن می‌توان به ماری آولت اشاره کرد.